# Roman Polom (fotbalista)
Roman Polom (* 11. ledna 1992 Sokolov) je bývalý český profesionální fotbalista, který hrával na pozici středního obránce. Svou hráčskou kariéru ukončil v létě 2020 v Českých Budějovicích. Je také bývalým českým mládežnickým reprezentantem.
Roman Polom nastoupil v české nejvyšší soutěži poprvé v sezóně 2012/13; odehrál 60 zápasů a vstřelil 3 góly.

## Klubová kariéra
Svoji fotbalovou kariéru začal v Baníku Sokolov, odkud v dorostu zamířil do Sparty Praha. V sezóně 2008/09 byl kapitánem mládežnického týmu "letenských" do 19 let, který získal titul ve své kategorii.

### AC Sparta Praha
V A-týmu pražského klubu se objevil v lednu 2010. Neprosadil se a hrál za rezervu.

#### Sezona 2012/13
Do prvního mužstva se vrátil na začátku ročníku 2012/13. V 1. lize debutoval za Spartu 3. listopadu 2012 v utkání 13. kola proti domácí Mladé Boleslavi (remíza 1:1), když do druhého poločasu nastoupil místo Manuela Pamiće. V základní sestavě poprvé absolvoval kompletní ligový zápas 13. dubna 2013 proti Slavii, pražské derby skončilo vítězstvím Sparty 3:1. 16. dubna 2013 nastoupil v základní jedenáctce ve vítězném zápase Sparty 4:2 nad Sigmou Olomouc v odvetě čtvrtfinále českého poháru 2012/13. Pražský klub po dvou shodných výsledcích 4:2 postoupil do semifinále. V květnu 2013 prodloužil smlouvu do léta 2016. V sezóně si připsal sedm ligových startů.

#### Sezona 2013/14
Dne 18. července 2013 nastoupil za Spartu na domácím stadionu v úvodní zápase 2. předkola Evropské ligy UEFA proti švédskému BK Häcken (remíza 2:2), odehrál celý zápas na postu stoperu společně s Mariem Holkem. V odvetě Polom nenastoupil, letenské mužstvo odvetné utkání nezvládlo a po prohře 0:1 vypadlo. V sezoně 2013/14 nastupoval pouze za B-mužstvo, v jehož dresu nasbíral 17 ligových startů. V A-týmu byť neodehrál ani minutu, byl ale u zisku ligového titulu.

#### Dukla Praha (hostování)
V červenci 2014 byl kvůli větší vytíženosti odeslán na roční hostování do pražské Dukly. Ligovou premiéru v dresu Dukly Praha si odbyl 15. srpna 2014 ve 4. kole proti FC Slovan Liberec (remíza 0:0), v 89. minutě vystřídal Aldina Čajiče. Proti stejnému soupeři vstřelil v 18. kole v 61. minutě svůj první gól za Duklu a zároveň v nejvyšší soutěži, zápas skončil výhrou 3:1. Podruhé se střelecky prosadil 11. dubna 2015, když ve 40. minutě vyrovnával v zápase s FC Vysočina Jihlava na 1:1. Dukla Praha nakonec ve střetnutí zvítězila v poměru 2:1. Svůj třetí gól v sezoně vsítil v utkání 29. kola proti FK Teplice (výhra 5:1). Za klub během roku nastoupil k 19 utkáním v lize. Po skončení ročníku 2014/15 měla Dukla zájem o prodloužení hostování, ale hráč se vrátil do letenského celku.

### Mladá Boleslav
V létě 2015 se neprosadil do kádru A-týmu Sparty a v srpnu přestoupil do klubu FK Mladá Boleslav. Ligovou premiéru za Mladou Boleslav absolvoval v 6. kole hraném 12. září 2015 proti SK Slavia Praha, nastoupil na celý zápas. V 61. minutě si vstřelil vlastní gól, který v konečném důsledku znamenal remízu 1:1. Na jaře 2016 získal s Mladou Boleslavi český fotbalový pohár. V ročníku 2015/16 se i z důvodu zranění do základní jedenáctky neprosadil.

#### Hradec Králové (hostování)
V září 2016 zamířil z Mladé Boleslavi do klubu tehdejšího nováčka nejvyšší soutěže FC Hradec Králové, kam přišel na hostování do léta 2017 s opcí. Opačným směrem odešel na přestup Petr Mareš. Svůj premiérový start v dresu Hradce Králové si připsal ve 3. kole českého poháru hraném 20. září 2016 proti druholigovému FC Sellier & Bellot Vlašim (výhra 1:0), odehrál celý zápas. Ligový debut v dresu Votroků si odbyl 24. září 2016 v 8. kole nejvyšší soutěže proti v té době vedoucímu týmu tabulky Fastavu Zlín (prohra 0:2), nastoupil na celé střetnutí. V jarní části sezóny 2016/17 kvůli zranění nenastupoval.

### Sigma Olomouc
V červnu 2017 odešel na další hostování s opcí, tentokráte do klubu SK Sigma Olomouc. V podzimní části sezóny nastoupil Polom jen do tří utkání MOL Cupu. V české lize v dresu Olomouce debutoval 11. března 2018 při prohře 1:3 se Slavií. Celkem v sezóně 2017/18 odehrál jen 9 soutěžních utkání.
V srpnu 2018 si se Sigmou Olomouc zahrál ve 4. předkole Evropské ligy proti španělské Seville; Polom odehrál celé odvetné utkání, které skončilo prohrou 3:0. Do základní sestavy se ale nedokázal naplno prosadit, a tak v celé sezóně 2019/19 nastoupil jen do 13 utkání, v nichž se střelecky neprosadil.

### České Budějovice
V létě 2019 přestoupil do Českých Budějovic. S ligovým nováčkem podepsal dvouletou smlouvu; v létě 2020 ale ukončil kvůli vleklým zraněním svou kariéru, aniž by si v dresu Budějovic zahrál jediný soutěžní zápas.

## Klubové statistiky
| Sezona  | Klub                      | Soutěž             | Zápasy | Góly |
| ------- | ------------------------- | ------------------ | ------ | ---- |
| 2009/10 | AC Sparta Praha B         | 2. liga            | 2      | 0    |
| 2010/11 | AC Sparta Praha B         | 2. liga            | 15     | 2    |
| 2011/12 | AC Sparta Praha B         | 2. liga            | 23     | 1    |
| 2012/13 | AC Sparta Praha           | Gambrinus liga     | 7      | 0    |
| 2013/14 | AC Sparta Praha B         | ČFL                | 17     | 0    |
| 2014/15 | FK Dukla Praha (host.)    | Synot liga         | 19     | 3    |
| 2015/16 | FK Mladá Boleslav         | Synot liga         | 9      | 0    |
| 2016/17 | FC Hradec Králové (host.) | ePojisteni.cz liga | 9      | 0    |
| 2017/18 | SK Sigma Olomouc          | HET Liga           | 6      | 0    |
| 2018/19 | SK Sigma Olomouc          | Fortuna:Liga       | 11     | 0    |

## Reprezentační kariéra

### Mládežnické reprezentace
Polom prošel českými mládežnickými reprezentacemi od kategorie U16. S reprezentací do 19 let se zúčastnil Mistrovství Evropy hráčů do 19 let v roce 2011, kde český tým vedený trenérem Jaroslavem Hřebíkem podlehl ve finále Španělsku 2:3 po prodloužení. Polom tak získal s týmem stříbrnou medaili.
26. března 2013 debutoval v reprezentaci do 21 let v domácím přátelském zápase proti Turecku (0:0).